# 所在無き夢
所在無き夢（しょざいなきゆめ）は、スーパー!?テンションズの2枚目シングル。

## 内容
シャ乱Qのしゅう、まこと、たいせいによるバンドの2枚目のシングル。

## 収録曲
1. 所在無き夢
作詞：まこと　作曲：しゅう　編曲：スーパー!?テンションズ
2. ENDLESS
作詞：まこと　作曲：たいせい　編曲：スーパー!?テンションズ
3. 所在無き夢 (inst.)